# Usson-du-Poitou
Usson-du-Poitou è un comune francese di 1 236 abitanti situato nel dipartimento della Vienne, nella regione della Nuova Aquitania.

## Società

### Evoluzione demografica
Abitanti censiti